# Vicente García González

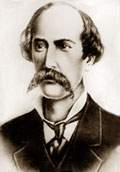
Vicente GarcÍa González

Vicente García González (* 23. Januar 1833 in Las Tunas, Kuba; † 4. März 1886 in Caracas, Venezuela) war ein kubanischer Politiker, und wichtiger Unabhängigkeitskämpfer und General im Zehnjährigen Krieg. Er schloss als Präsident der Republik in Waffen den Frieden von Zanjón, mit dem 1878 das Ende des ersten kubanischen Unabhängigkeitskrieges gegen die spanische Kolonialmacht (Zehnjähriger Krieg) besiegelt wurde.  

## Leben
Vicente García wurde am 23. Januar 1833 im Ort Las Tunas in der damaligen Provinz Oriente geboren. Er besuchte die Schule in Santiago de Cuba. Er wuchs in einer wohlhabenden Familie auf und begann sein Studium in Las Tunas und wechselte dann nach Santiago, wo er am "Seminario San Basilio el Magno" weiter studierte. Er heiratete Brígida Zaldívar Cisneros, die auch während der Zeit des Krieges an seiner Seite blieb. 

### Politische Laufbahn
Er nahm an den konspirativen Sitzungen von San Miguel de Rompe im August 1868 teil und organisierte die Waffen für den Unabhängigkeitskampf gegen die Spanier. In den ersten Monaten des Krieges erlebte er den Angriff auf seine Heimatstadt und führte die Truppen der Unabhängigkeitskämpfer der Republik in Waffen unter anderem in Minas de Rompe, La Cuaba und El Hormiguero. 
Im Frühjahr 1870 wurde er Chef des Bezirks von Las Tunas. Als Präsident Tomás Estrada Palma am 19. Oktober 1877 von den Spaniern gefangen genommen wurde, wurde General Máximo Gómez die Präsidentschaft angeboten, doch dieser lehnte ab. Gemäß bestehender Vereinbarungen wurde dieser Platz nun durch Francisco Javier de Céspedes besetzt. Nach geheimen Friedensverhandlungen von Befehlshabern der Provinz Camagüey übernahm am 15. Januar 1878 Vincente García das Amt des Präsidenten der Republik in Waffen. Er ging nach Camagüey und hatte am 7. Februar ein geheimes Treffen mit dem General Arsenio Martínez-Campos, wobei sie vereinbarten, eine Konsultationsversammlung für das kubanische Volk einzuberufen, um zu entscheiden, ob dieses einen Frieden ohne Unabhängigkeit akzeptieren würde. Die Mehrheit der Kämpfer entschied, desillusioniert, die Feindseligkeiten zu beenden. Die Kammer der Repräsentanten löste sich in der Folge selbst auf. 
Am 7. Juni 1878 ging er auf dem Dampfschiff Guadalquivir nach Venezuela ins Exil. Am 4. März 1886 starb der kubanische General in der Region Río Chico im Bundesstaat Guzmán Blanco in Venezuela. Die Spanier hatten ihn vermutlich mit gemahlenem Glas, das ihm in das Essen gemischt wurde, ermordet. 